# Bornitz (Radibor)
Bornitz, obersorbisch Boranecyⓘ, ist ein Dorf im Nordosten des sächsischen Landkreises Bautzen. Es zählt zum sorbischen Siedlungsgebiet in der Oberlausitz und gehört zur Gemeinde Radibor.

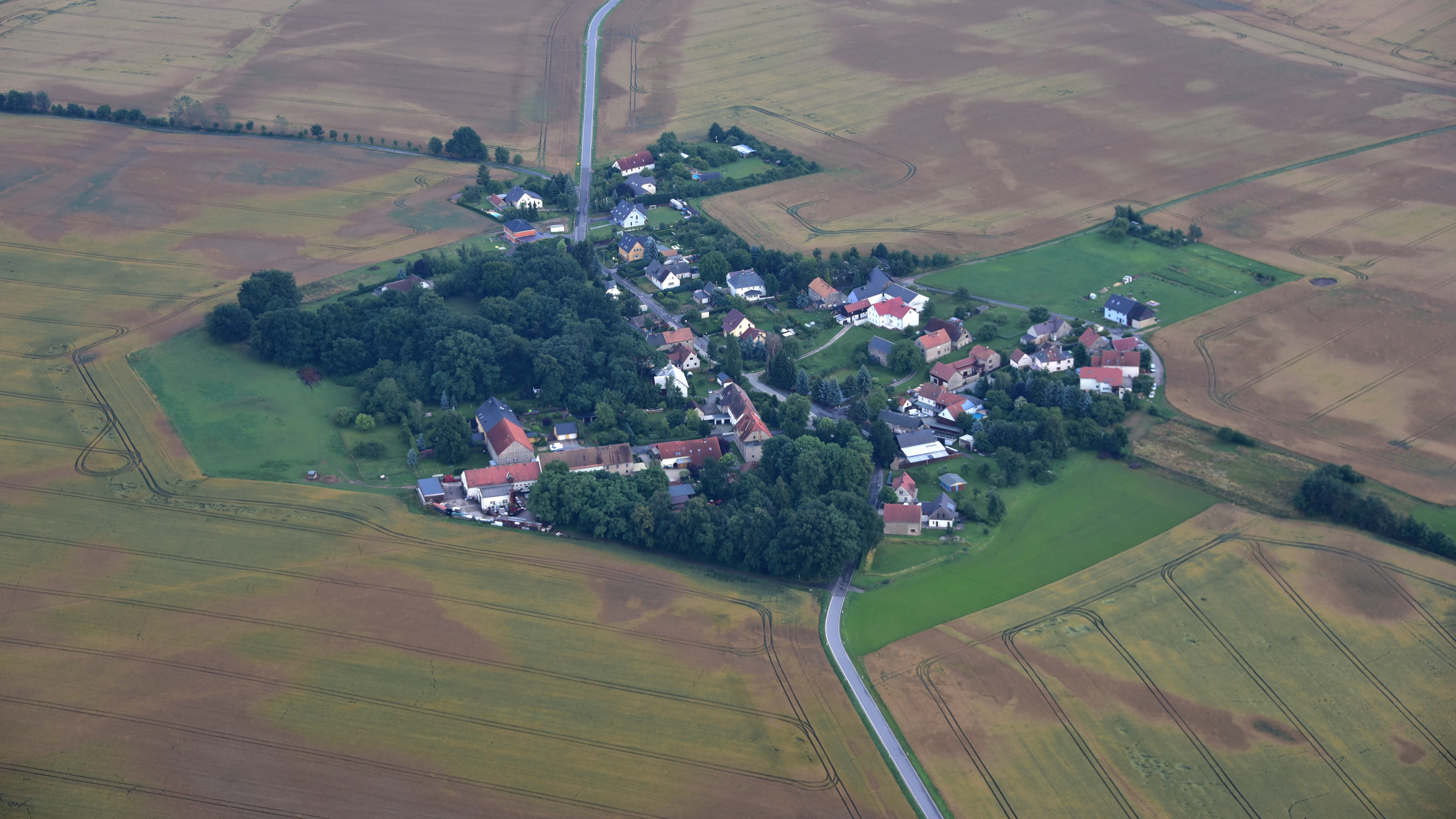
Bornitz (Radibor), Luftaufnahme (2017)

## Lage
Bornitz liegt in der Oberlausitz. Umliegende Ortschaften sind Luttowitz im Norden, Quatitz im Osten, Kleinförstchen im Süden, Cölln im Südwesten, Milkwitz im Westen sowie der Hauptort Radibor im Nordwesten.
Die sächsischen Staatsstraßen 106 und 107 verlaufen westlich beziehungsweise nördlich von Bornitz.

## Geschichte
Bereits 1280 existierte ein Herrensitz, der seit 1637 als Vorwerk und seit 1900 als Allodialgut bezeichnet wurde. Vor 1783 wurde es von Ludwig Freiherr Ried an Reichsgraf Joseph von Bolza verkauft.

## Einwohnerentwicklung von Bornitz
Für seine Statistik über die sorbische Bevölkerung in der Oberlausitz ermittelte Arnošt Muka in den 1880er Jahren eine Bevölkerungszahl von 111, darunter 105 Sorben (95 %) und sechs Deutsche.
| Datum | Einwohner |
| ----- | --------- |
| 1834  | 105       |
| 1871  | 125       |
| 1890  | 108       |
| 1910  | 118       |
| 1925  | 136       |
| 2010  | 120       |